# Stora Ötjärnen, Västmanland
Stora Ötjärnen är en sjö i Fagersta kommun i Västmanland och ingår i Norrströms huvudavrinningsområde. Sjön har en area på 0,219 kvadratkilometer och ligger 151,3 meter över havet.

## Delavrinningsområde
Stora Ötjärnen ingår i det delavrinningsområde (665220-150072) som SMHI kallar för Mynnar i Stora Aspen. Medelhöjden är 157 meter över havet och ytan är 29,83 kvadratkilometer. Det finns inga avrinningsområden uppströms utan avrinningsområdet är högsta punkten. Norrbyån som avvattnar avrinningsområdet har biflödesordning 4, vilket innebär att vattnet flödar genom totalt 4 vattendrag innan det når havet efter 208 kilometer. Avrinningsområdet består mestadels av skog (85 procent). Avrinningsområdet har 0,51 kvadratkilometer vattenytor vilket ger det en sjöprocent på 1,7 procent. Bebyggelsen i området täcker en yta av 2,74 kvadratkilometer eller 9 procent av avrinningsområdet.